# Спеніш-Форк (Юта)
Спеніш-Форк (англ. Spanish Fork) — місто (англ. city) в США, в окрузі Юта штату Юта. Населення — 42 602 особи (2020).

## Географія
Спеніш-Форк розташований за координатами 40°6′26″ пн. ш. 111°38′16″ зх. д. / 40.10722° пн. ш. 111.63778° зх. д. (40.107301, -111.637644).  За даними Бюро перепису населення США в 2010 році місто мало площу 39,86 км², уся площа — суходіл.

## Демографія
Згідно з переписом 2010 року, у місті мешкала 34 691 особа в 9069 домогосподарствах у складі 7885 родин. Густота населення становила 870 осіб/км².  Було 9440 помешкань (237/км²).
Расовий склад населення:
| - 90,9 % — білих - 0,7 % — вихідців з тихоокеанських островів - 0,6 % — азіатів - 0,5 % — корінних американців - 0,4 % — чорних або афроамериканців - 4,4 % — осіб інших рас |

До двох чи більше рас належало 2,5 %. Частка іспаномовних становила 10,6 % від усіх жителів.
За віковим діапазоном населення розподілялося таким чином: 40,9 % — особи молодші 18 років, 53,6 % — особи у віці 18—64 років, 5,5 % — особи у віці 65 років та старші. Медіана віку мешканця становила 25,0 року. На 100 осіб жіночої статі у місті припадало 102,9 чоловіків;  на 100 жінок у віці від 18 років та старших — 101,3 чоловіків також старших 18 років.
Середній дохід на одне домашнє господарство  становив 72 607 доларів США (медіана — 65 294), а середній дохід на одну сім'ю — 78 092 долари (медіана — 69 800). Медіана доходів становила 51 669 доларів для чоловіків та 31 897 доларів для жінок. За межею бідності перебувало 7,1 % осіб, у тому числі 7,6 % дітей у віці до 18 років та 3,3 % осіб у віці 65 років та старших.
Цивільне працевлаштоване населення становило 15 098 осіб. Основні галузі зайнятості: освіта, охорона здоров'я та соціальна допомога — 21,4 %, виробництво — 19,4 %, роздрібна торгівля — 13,9 %, науковці, спеціалісти, менеджери — 11,5 %.